# Riberas de Loyola
43°18′38″N 1°58′18″O / 43.31050265736592, -1.9717884063720703

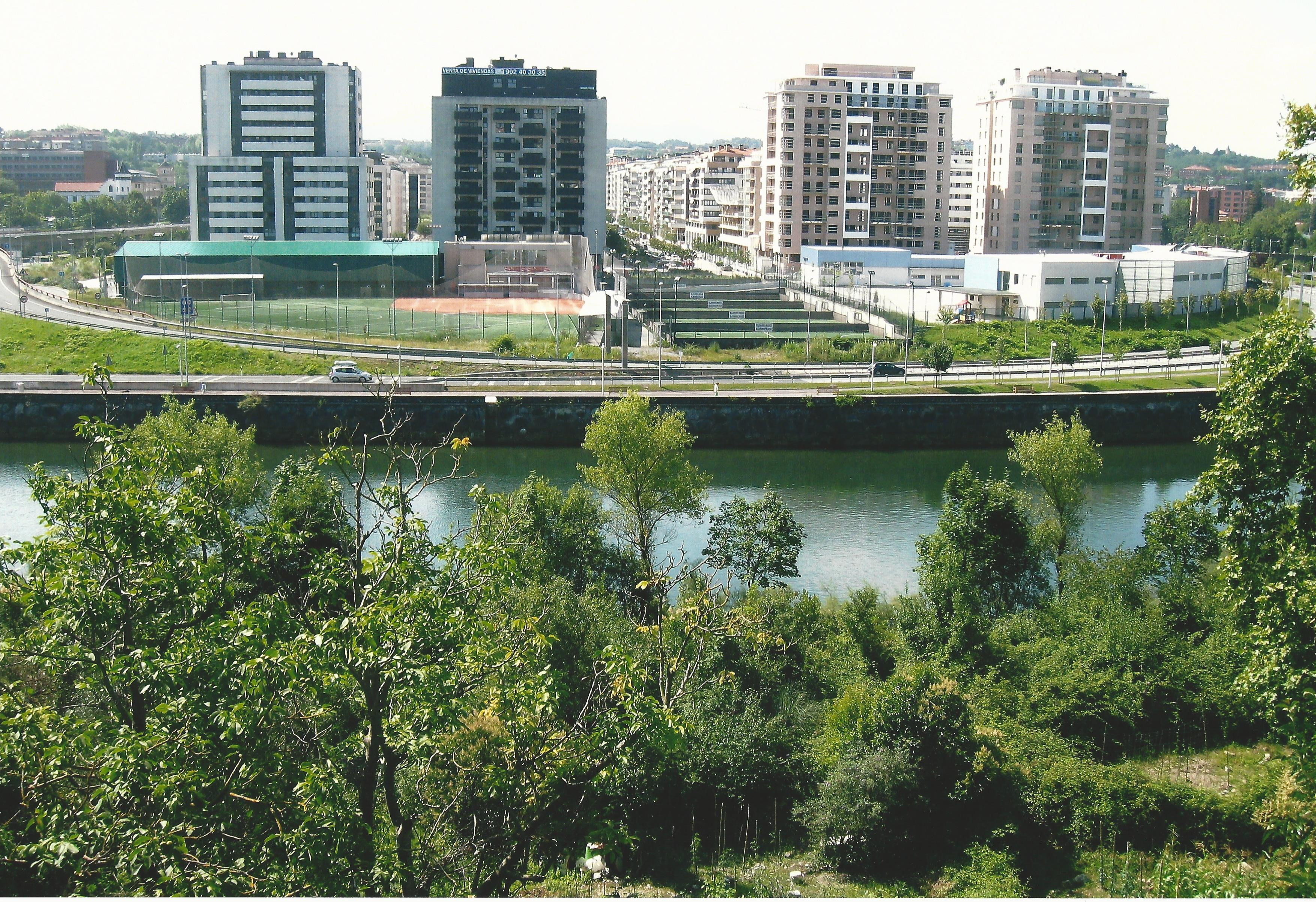
Riberas de Loyola

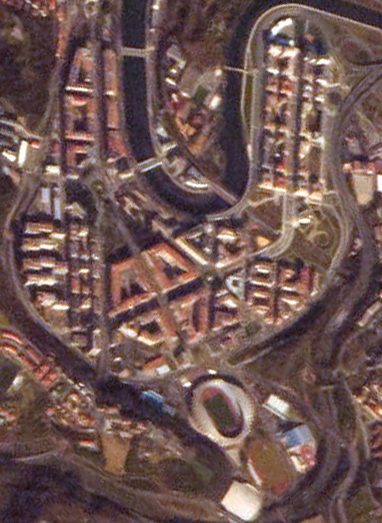
Amara Nuevo y Riberas de Loyola desde el aire

Riberas de Loyola, también llamado Riberas de Loiola o simplemente Riberas (en euskera Loiolako Erriberak) es un barrio de la ciudad de San Sebastián (Guipúzcoa). Se encuentra situado en la vega del río Urumea, situado entre los barrios de Amara Nuevo y Loyola; perteneciendo a este primero.
A 31 de diciembre de 2008 había 2.122 personas censadas en el barrio, aunque está previsto que cuando el barrio esté completamente finalizado y sus pisos habitados contará con cerca de 6.000 habitantes. Está planeada la construcción de diferentes infraestructuras para dar servicio a este barrio, como un polideportivo, una iglesia, supermercados, un centro de salud y un colegio; algunos de estos equipamientos todavía no se han finalizado.

## Historia
La primera edificación de la que se tiene constancia en la zona de Riberas de Loyola fue el molinos de mareas conocido como Errota Berri (molino nuevo), también llamado Naza Errota o Santander Errota. Este molino se ubicaba en la parte norte del actual barrio, a orillas del río Urumea y de acuerdo a la documentación existente se cree que fue construido hacia 1536. El molino sobrevivió hasta bien entrado el siglo XX, sufriendo graves daños en las inundaciones de 1953 y 1965, quedando arruinado por ellas. Fue el último molino de marea que existió en San Sebastián y sus últimos restos desaparecieron con la construcción del polígono del barrio. El parque situado al norte de Riberas de Loyola recibirá el nombre de Parque de Errota Berri en su recuerdo.
El terreno sobre el que se asienta el barrio de Riberas de Loyola está formado por ribera de aluvión. La zona tuvo un carácter palustre, con marismas y juncales hasta que fue desecada y convertida en tierras de cultivo allá por el siglo XVII. Se cree que fue algún integrante de la familia Beroiz, que tenía posesiones en la zona (su nombre aparece vinculado a Errota Berri en el siglo XVII) y que tuvo durante ese siglo a varios de sus miembros como funcionarios públicos de la villa (alcaldes, regidores, jurados) el promotor del saneamiento de la zona.
Desde la desecación de la zona y durante los siglos siguientes la zona de Riberas de Loyola estuvo englobada en una zona más amplia que se denominaba Riberas de Santiago (Santiyoko Erriberak en euskera). Esta zona de huertas pertenecía al barrio de Loyola y recibía su nombre del caserío Santiago, que se ubicaba a la altura de la actual calle Catalina de Erauso del barrio de Amara Nuevo. El caserío Santiago fue una concurrida y famosa sidrería, que desapareció con la urbanización del barrio de Amara Nuevo en la década de 1950. La construcción de la trinchera del ferrocarril en la década de 1860 partió las Riberas de Santiago en dos sectores, siendo el tercio septentrional situado a un lado de la trinchera el actual barrio de Riberas de Loyola mientras los 2/3 restantes situados al sur de la trinchera forman parte del actual barrio de Amara Nuevo.
- A mediados del siglo XX comenzó a urbanizarse la parte sur de las Riberas de Santiago tras encauzarse y desviarse el curso del río, dando nacimiento al barrio de Amara Nuevo. A partir de ese momento cayó en desuso la denominación de Riberas de Santiago y comenzó a aplicarse la de Riberas de Loyola a la zona más septentrional y que había quedado sin urbanizar. En la década de 1970 Riberas de Loyola fue parcialmente utilizada para la construcción de las infraestructas viarias de entrada a la ciudad cuando fue construida la variante de San Sebastián (A-8).

### Un barrio en construcción
Considerada la última gran reserva de terreno llano sin urbanizar de la ciudad, tras diversos planes urbanísticos, la construcción y urbanización de Riberas de Loyola se acometió en la década de 2000, siendo el barrio nuevo más significativo y extenso construido en esta ciudad.
Las primeras viviendas finalizadas del barrio fueron 178 pisos en régimen de VPO que se entregaron en julio de 2006.
En octubre de 2007 abrió sus puertas el primer local comercial del barrio, una entidad bancaria, a la que siguió 6 meses después otra entidad del mismo tipo. En abril de 2008 abrió sus puertas el primer bar del barrio A 31 de diciembre de 2008 había censadas 2.122 personas viviendo en el barrio y poco a poco la población del barrio va en aumento, así como los comercios de proximidad del mismo (bares, librerías, panaderías, etc.).
En 2009 se inauguró una pasarela peatonal que une a través del río Urumea el barrio con el parque de Cristina Enea de Eguía.

## Infraestructuras del barrio

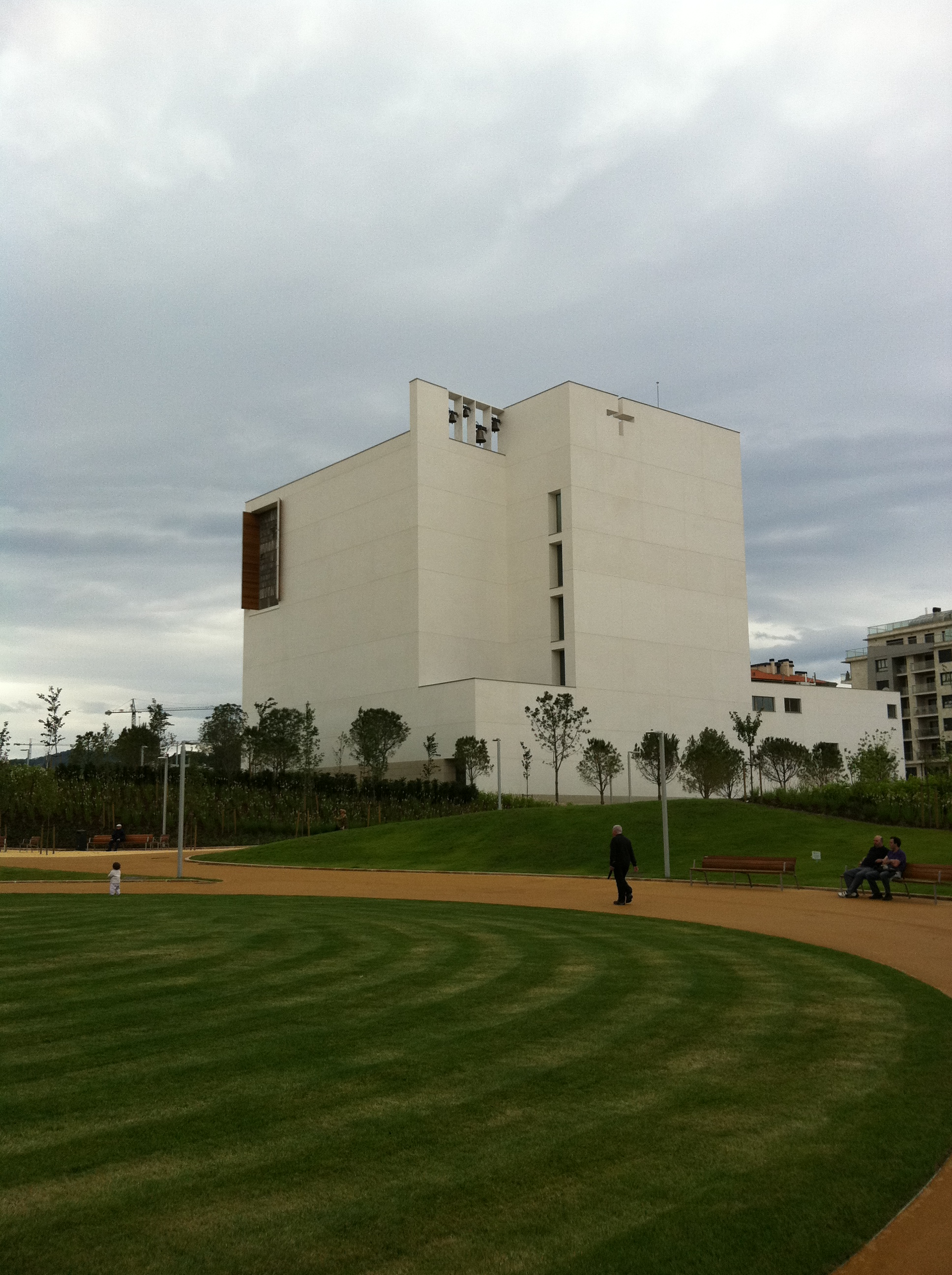
Iglesia de Iesu

- Iglesia de Iesu: Riberas de Loyola cuenta como edificio más emblemático con la parroquia católica del barrio, construcción promovida por el Obispado de San Sebastián y diseñada por el prestigioso arquitecto navarro Rafael Moneo. La iglesia comenzó a edificarse en el verano de 2008, y la inauguración fue en mayo de 2011. Se trata de una iglesia de estilo moderno y diseño minimalista.

- Instalaciones Deportivas "BPXport Riberas": La inauguración de la instalación fue en mayo de 2010 con la empresa Soccer World. A día de hoy y desde el 1 de marzo de 2019 la gestión corresponde a BPXport XXI. Esta instalación actualmente comprende un campo de softbol que puede utilizarse para fútbol 7, 5 campos de fútbol 5, 5 pistas de pádel, un bar y un pequeño gimnasio. A principios del 2020 la instalación contará con un gimnasio de 600m cuadrados, 2 salas de actividades y una de ciclo, nuevos vestuarios, y 3 pistas de pádel más. De las cuales, una de ellas tendrá opción a salida de pista. ].[5]

- Jardín de la Memoria: es un parque de estilo japonés en recuerdo de las víctimas del terrorismo que une Riberas de Loyola con el barrio de Amara. Su inauguración fue a comienzos de 2011.[6]

- Edificio de la Seguridad Social: es un edificio singular que acoge oficinas de organismos de la Seguridad Social dependientes del Ministerio de Trabajo e Inmigración de España, que se encontraban anteriormente dispersos por la ciudad, como el Instituto Nacional de la Seguridad Social, la Tesorería General o el Instituto Social de la Marina.[7]  El edificio se inauguró en 2015 y acoge en su seno a unos 300 funcionarios públicos del estado.[8]

- Colegio Ikasbide: el colegio del barrio con aulas de Educación Infantil y Primaria fue inaugurado en septiembre de 2011.[9]

### Otros proyectos
- Intercambiador de trenes: está prevista la construcción en el barrio de un intercambiador de trenes que permitiera interconectar las líneas de Eusko Tren y Cercanías San Sebastián.[10][11]

- Sede del Gobierno Vasco: está prevista la construcción en el barrio de la sede de la delegación territorial del Gobierno Vasco en San Sebastián que unifique en una única sede todas las oficinas del Gobierno Vasco distribuidas actualmente por la ciudad.[12]

## Transporte público
El barrio está servido por las siguientes líneas de autobús de la Compañía del Tranvía de San Sebastián.
- Línea 26 (Amara-Martutene): cada 15 minutos (20m festivos). Conecta con el Centro de la ciudad, Amara, Loyola y Martutene.
- Línea 27 (Altza-Intxaurrondo-Antiguo): cada 30 minutos. Conecta con Alza, Intxaurrondo, Egia, Loyola, Amara, Antiguo e Ibaeta.
- Línea 41: (Martutene-Egia-Gros): cada 30 minutos (1h festivos). Conecta con los barrios de Martutene, Loyola, Egia, Intxaurrondo y Gros.
- Línea B4 (Nocturno Amara-Riberas-Martutene)

También le da servicio las siguientes líneas de Lurraldebus:
- BU12 (Hernani-Astigarraga-San Sebastián). Cada 30 min. Conecta con el barrio Donostiarra de Martutene y los municipios de Guipúzcoa Astigarraga, Ergobia y Hernani.
- E03 (Pasajes San Juan-Lezo-Policlínica): Cada 1h. Conecta con Pasaia y Lezo y ofrece el servicio dirección al Hospital.
- E07 (Pasai San Pedro-Pasai Antxo-Policlínica): Cada 1h. Conecta con Pasaia y ofrece el servicio dirección al Hospital.
- E08 (Pasai San Pedro-Centro-Amara): Cada 50 min. Conecta con Pasai San Pedro y Pasai Trincherpe.
- E21 (Hondarribia-Aeropuerto-Centro): Cada 45 min. Conecta con el Aeropuerto y la ciudad.

Más información: www.dbus.eus y www.lurraldebus.eus

## Callejero del barrio

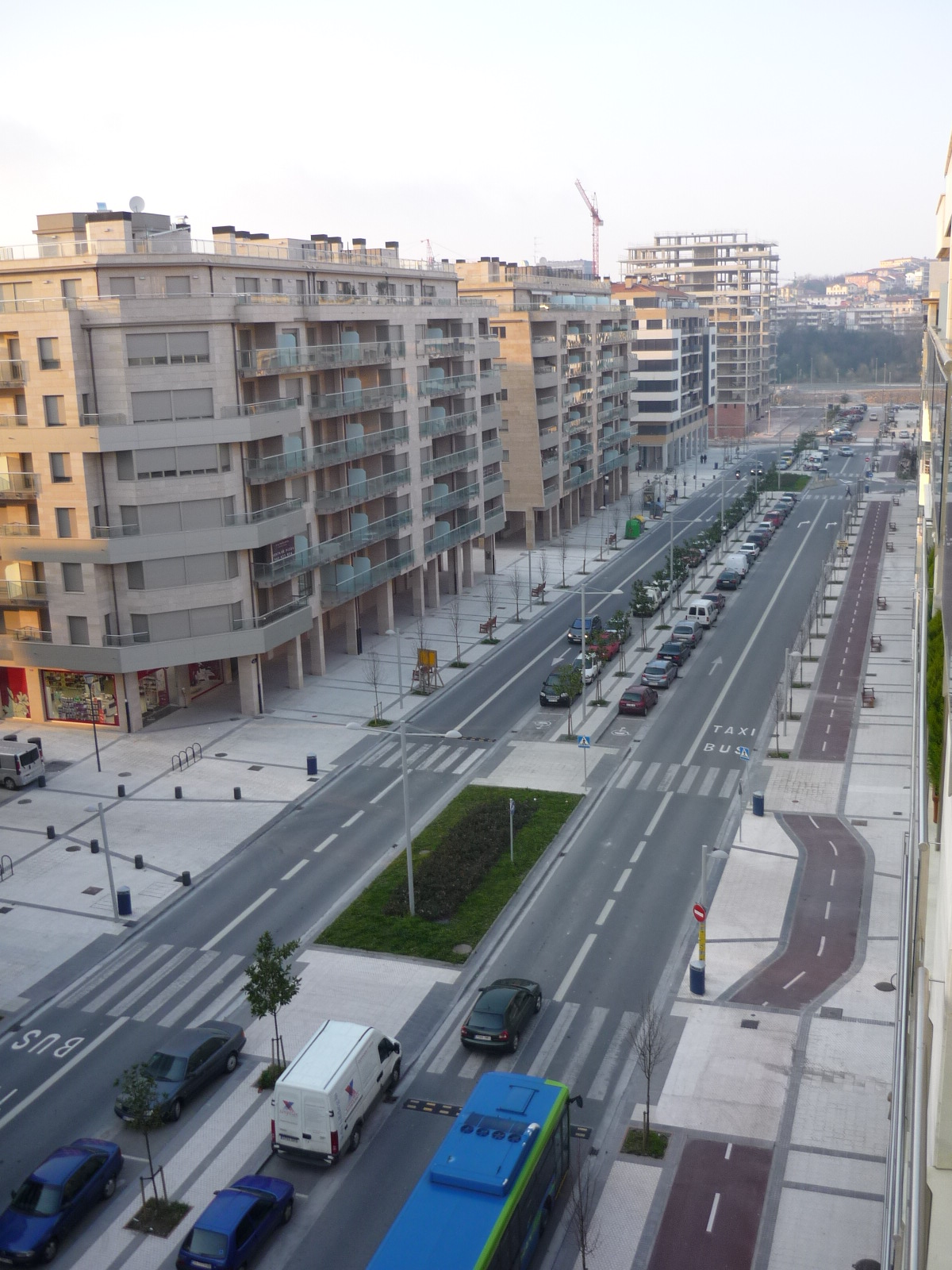
Avenida de Barcelona

- Barcelona, Avenida de / Barcelona Hiribidea
- Beroiz, Calle de / Beroiz Kalea
- Errota Berri, Parque de / Errota Berri Parkea
- Gabriel María Lafitte, Plaza de / Gabriel María Lafitte Plaza
- Giuseppe Verdi, Plaza de / Giuseppe Verdi Plaza
- Hermanos Otamendi, Calle de los / Otamendi Anaiak Kalea
- Humboldt, Calle de / Humboldt Kalea
- Jesús María Alkain, Plaza de / Jesús María Alkain Plaza
- Juan Zaragüeta, Calle de / Juan Zaragueta Kalea
- Loiola, Rotonda de / Loiola Biribilgunea
- María Zambrano, Plaza de / María Zambrano Plaza
- Mikel Laboa, Pasarela de / Mikel Laboa Igarobidea
- Nemesio Etxaniz, Calle de / Nemesio Etxaniz Kalea
- Pablo Gorosábel, Calle de / Pablo Gorosabel Kalea
- Pablo Sarasate, Calle de / Pablo Sarasate Kalea
- Paloma Miranda, Plaza de / Paloma Miranda Plaza
- Ribera de Loiola, Paseo de la / Loiolako Erribera Pasealekua
- Santiago, Plaza de / Santiago Plaza
- Victor Hugo, Calle de / Victor Hugo Kalea
- Zorroaga, Paseo de / Zorroaga Pasealekua